# پریسک
پریسک (به چکی: Prysk) یک منطقهٔ مسکونی در جمهوری چک است که در ناحیه تشسکا لیپا واقع شده‌است.